# 荒田八幡宮 (鹿児島市)

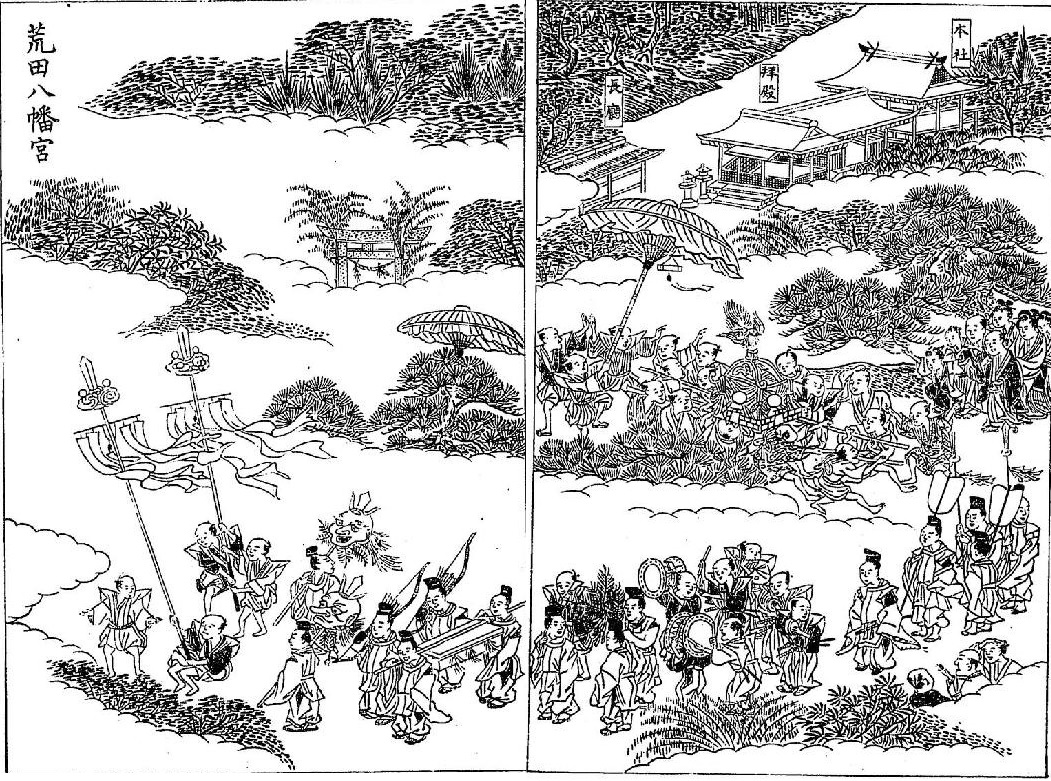
江戸期の荒田八幡宮の絵図（三国名勝図会第三巻収録）

荒田八幡宮（あらたはちまんぐう）は鹿児島県鹿児島市下荒田二丁目にある神社。かつての鹿児島の総廟とされる。

## 祭神
応神天皇、神功皇后、玉依姫命を祀る。
従前よりマムシ除けに利益があるとされ、社殿下の砂をお守りにする。その他、文教や海運、安産の面で篤い信仰がある。

## 由緒
社伝によれば和銅元年（708年）の創祀というが、建久8年（1197年）の『建久図田帳』に「大隅正八幡宮御領鹿児島郡荒田荘」とある事から、平安時代末期に「大隅正八幡宮」（現鹿児島神宮）の荘園である荒田荘が立荘され、その守護神として同宮を勧請、同宮の分宮（わけみや）として創祀されたと見る説もある。
元亀２年（1571年）大隅国より賊徒が来襲し当神社の神宝を奪ったが、海路俄に暴風がおこり舟諸共沈んだという。

### 四随神祠
当宮の四方には東西南北に随神を祀る「随神祠」が置かれ、旧荒田荘時代の境界を示すと考えられ、またその地はかつて神領であったため、現在は県立高校・市立中学校・公舎といった公的敷地になっている。以前は正祭（秋季例大祭）に合わせ、「堺回り」（おさけめぐい）と称する神輿担ぎが、祭日を中心とした直近の日曜日にあったが、現在は交通事情等により境内で神輿担ぎが行われている。
- 北随神祠 - 甲南高等学校東南角。当校は現在、全敷地が上之園町であるが、以前は北側の4割が上之園町、南側の6割が上荒田町で、この南側が荒田荘に属していた。
- 東随神祠 - 天保山中学校東南角。鳥居は改築されている。一部のみ彩色。
- 西随神祠 - 鹿児島市田上二丁目城ヶ平橋東南。
- 南随神祠 - 県知事公舎東南角。

## 祭祀

### 神事
かつては鹿児島の宗社として栄え、流鏑馬などが行われていた。現在も年中行事として毎年10月23日に正祭があり、その直近の日曜日に御神幸祭（浜殿下り）が行われる。また、旧暦1月25日前後の日曜日には初午祭が行われ、鹿児島神宮に奉納された飾り馬が当宮に巡回する。

### 祠官
宮司は鹿児島神宮宮司が兼務。

## 境内
境内の大樟は鹿児島市指定保存樹林（昭和49年（1974年）3月20日指定）。

## 参考記述・文献
- 「荒田八幡宮御由来」
- 鹿児島市観光課「荒田八幡宮」（境内案内板）
- 豊増哲雄『古地図に見るかごしまの町』、春苑堂出版、1996年